# Simoliophiidae
De Simoliophiidae zijn een familie van uitgestorven zeeslangen van de orde Squamata uit de Tethysoceaan. De naam Pachyophiidae is ook gebruikt voor deze groep, maar Simoliophiidae heeft prioriteit.
Slangen uit de groep hebben vaak nog vrij forse achterpoten met zelfs nog tenen. De voorste ruggenwervels hebben lange doornuitsteeksels.